# Coppa panamericana femminile under 23 di pallavolo 2018
La Coppa panamericana femminile under 23 di pallavolo 2018, 4ª edizione dell'omonima competizione femminile di pallavolo, si è svolta dal 14 al 19 agosto 2018 a Lima, in Perù: al torneo hanno partecipato otto squadre nazionali under 23 nordamericane e sudamericane e la vittoria finale è andata per la quarta volta consecutiva alla Rep. Dominicana.

## Impianti
|                                                                          |  |  |
|                                                                          |  |  |
| Coliseo Manuel Bonilla Città: Lima Capienza: 3 000 Anno d'apertura: 1995 |  |  |

## Regolamento

### Formula
Le squadre hanno disputato una prima fase a gironi con formula del girone all'italiana; al termine della prima fase:
- Le prime tre classificate di ogni girone hanno acceduto alla fase finale per il primo posto, strutturata in quarti di finale, a cui hanno partecipato solo la seconda e la terza classificata, semifinali, finale per il terzo posto e finale.
- L'ultima classificata di ogni girone e le due eliminate ai quarti di finale della fase finale per il primo posto hanno acceduto alla fase finale per il quinto posto, strutturata in semifinali, finale per il settimo posto e finale per il quinto posto.

### Criteri di classifica
Se il risultato finale è stato di 3-0 sono stati assegnati 5 punti alla squadra vincente e 0 a quella sconfitta, se il risultato finale è stato di 3-1 sono stati assegnati 4 punti alla squadra vincente e 1 a quella sconfitta, se il risultato finale è stato di 3-2 sono stati assegnati 3 punti alla squadra vincente e 2 a quella sconfitta.
L'ordine del posizionamento in classifica è stato definito in base a:
- Numero di partite vinte;
- Punti;
- Ratio dei set vinti/persi;
- Ratio dei punti realizzati/subiti;
- Risultati degli scontri diretti.

## Squadre partecipanti
| Squadra         | Qualificazione      | Ultima partecipazione |
| --------------- | ------------------- | --------------------- |
| Cile            | -                   | Debutto               |
| Colombia        | -                   | Perù 2014             |
| Costa Rica      | -                   | Perù 2016             |
| Cuba            | -                   | Perù 2016             |
| Guatemala       | -                   | Debutto               |
| Messico         | -                   | Perù 2014             |
| Perù            | Paese organizzatore | Perù 2016             |
| Rep. Dominicana | -                   | Perù 2016             |

## Torneo

### Fase a gironi
| Girone A  | Girone B        |
| --------- | --------------- |
| Cile      | Colombia        |
| Cuba      | Costa Rica      |
| Guatemala | Messico         |
| Perù      | Rep. Dominicana |

#### Girone A

##### Risultati
| 14 agosto 2018 Coliseo Manuel Bonilla, Lima Durata: 1h:14 - Spettatori: 200 | Cuba | 3 - 0 | Guatemala | 25-19, 25-9, 25-15         |
| 14 agosto 2018 Coliseo Manuel Bonilla, Lima Durata: 1h:34 - Spettatori: 500 | Perù | 3 - 0 | Cile      | 25-23, 25-21, 25-20        |
| 15 agosto 2018 Coliseo Manuel Bonilla, Lima Durata: 1h:13 - Spettatori: 100 | Cile | 0 - 3 | Cuba      | 20-25, 12-25, 12-25        |
| 15 agosto 2018 Coliseo Manuel Bonilla, Lima Durata: 1h:17 - Spettatori: 400 | Perù | 3 - 0 | Guatemala | 25-17, 25-11, 25-13        |
| 16 agosto 2018 Coliseo Manuel Bonilla, Lima Durata: 1h:20 - Spettatori: 100 | Cile | 3 - 0 | Guatemala | 25-14, 25-8, 25-19         |
| 16 agosto 2018 Coliseo Manuel Bonilla, Lima Durata: 2h:09 - Spettatori: 700 | Perù | 3 - 1 | Cuba      | 25-22, 21-25, 25-20, 27-25 |

##### Classifica
| Pos | Squadra   | Pt | G | V | P | SV | SP | Ratio | PF  | PS  | Ratio |
| --- | --------- | -- | - | - | - | -- | -- | ----- | --- | --- | ----- |
| 1   | Perù      | 14 | 3 | 3 | 0 | 9  | 1  | 9,000 | 248 | 197 | 1,258 |
| 2   | Cuba      | 11 | 3 | 2 | 1 | 7  | 3  | 2,333 | 242 | 185 | 1,308 |
| 3   | Cile      | 5  | 3 | 1 | 2 | 3  | 6  | 0,500 | 183 | 191 | 0,958 |
| 4   | Guatemala | 0  | 3 | 0 | 3 | 0  | 9  | 0,000 | 125 | 225 | 0,555 |

#### Girone B

##### Risultati
| 14 agosto 2018 Coliseo Manuel Bonilla, Lima Durata: 1h:06 - Spettatori: 150 | Rep. Dominicana | 3 - 0 | Costa Rica      | 25-16, 25-15, 25-11              |
| 14 agosto 2018 Coliseo Manuel Bonilla, Lima Durata: 2h:15 - Spettatori: 300 | Messico         | 3 - 2 | Colombia        | 23-25, 25-14, 16-25, 25-18, 15-9 |
| 14 agosto 2018 Coliseo Manuel Bonilla, Lima Durata: 1h:26 - Spettatori: 100 | Colombia        | 3 - 0 | Costa Rica      | 25-17, 27-25, 25-17              |
| 14 agosto 2018 Coliseo Manuel Bonilla, Lima Durata: 1h:26 - Spettatori: 200 | Rep. Dominicana | 3 - 0 | Messico         | 25-22, 25-18, 25-21              |
| 15 agosto 2018 Coliseo Manuel Bonilla, Lima Durata: 1h:12 - Spettatori: 150 | Costa Rica      | 0 - 3 | Messico         | 17-25, 13-25, 13-25              |
| 15 agosto 2018 Coliseo Manuel Bonilla, Lima Durata: 1h:16 - Spettatori: 500 | Colombia        | 0 - 3 | Rep. Dominicana | 13-25, 13-25, 15-25              |

##### Classifica
| Pos | Squadra         | Pt | G | V | P | SV | SP | Ratio | PF  | PS  | Ratio |
| --- | --------------- | -- | - | - | - | -- | -- | ----- | --- | --- | ----- |
| 1   | Rep. Dominicana | 15 | 3 | 3 | 0 | 9  | 0  | MAX   | 225 | 144 | 1,562 |
| 2   | Messico         | 8  | 3 | 2 | 1 | 6  | 5  | 1,200 | 240 | 209 | 1,148 |
| 3   | Colombia        | 7  | 3 | 1 | 2 | 5  | 6  | 0,833 | 209 | 238 | 0,878 |
| 4   | Costa Rica      | 0  | 3 | 0 | 3 | 0  | 9  | 0,000 | 144 | 227 | 0,634 |

### Finali 1º e 3º posto
|  | Quarti | Quarti   | Quarti |  |  | Semifinali | Semifinali      | Semifinali |  |                 | Finale          | Finale          | Finale |
|  |        |          |        |  |  |            |                 |            |  |                 |                 |                 |        |
|  |        |          |        |  |  | 1B         | Rep. Dominicana | 3          |  |                 |                 |                 |        |
|  |        |          |        |  |  | 1B         | Rep. Dominicana | 3          |  |                 |                 |                 |        |
|  |        |          |        |  |  | 2A         | Cuba            | 1          |  |                 |                 |                 |        |
|  | 2A     | Cuba     | 3      |  |  | 2A         | Cuba            | 1          |  |                 |                 |                 |        |
|  | 2A     | Cuba     | 3      |  |  |            |                 |            |  |                 |                 |                 |        |
|  | 3B     | Colombia | 0      |  |  |            |                 |            |  |                 |                 |                 |        |
|  | 3B     | Colombia | 0      |  |  |            |                 |            |  | 1B              | Rep. Dominicana | 3               |        |
|  |        |          |        |  |  |            |                 |            |  | 1B              | Rep. Dominicana | 3               |        |
|  |        |          |        |  |  |            |                 |            |  |                 | 1A              | Perù            | 0      |
|  |        |          |        |  |  |            |                 |            |  |                 | 1A              | Perù            | 0      |
|  |        |          |        |  |  |            |                 |            |  |                 |                 |                 |        |
|  |        |          |        |  |  |            |                 |            |  |                 |                 |                 |        |
|  |        |          |        |  |  | 1A         | Perù            | 3          |  | Finale 3° posto | Finale 3° posto | Finale 3° posto |        |
|  |        |          |        |  |  | 1A         | Perù            | 3          |  |                 |                 |                 |        |
|  |        |          |        |  |  | 2B         | Messico         | 0          |  |                 | 2A              | Cuba            | 3      |
|  | 2B     | Messico  | 3      |  |  |            | Messico         | 0          |  |                 | 2A              | Cuba            | 3      |
|  | 2B     | Messico  | 3      |  |  |            |                 |            |  | 2B              | Messico         | 1               |        |
|  | 3A     | Cile     | 2      |  |  |            |                 |            |  |                 | Messico         | 1               |        |
|  | 3A     | Cile     | 2      |  |  |            |                 |            |  |                 |                 |                 |        |

#### Quarti di finale
| 17 agosto 2018 Coliseo Manuel Bonilla, Lima Durata: 2h:32 - Spettatori: 150 | Messico | 3 - 2 | Cile     | 22-25, 25-16, 25-23, 23-25, 15-9 |
| 17 agosto 2018 Coliseo Manuel Bonilla, Lima Durata: 1h:36 - Spettatori: 150 | Cuba    | 3 - 0 | Colombia | 25-13, 25-18, 25-15              |

#### Semifinali
| 18 agosto 2018 Coliseo Manuel Bonilla, Lima Durata: 1h:49 - Spettatori: 800   | Rep. Dominicana | 3 - 1 | Cuba    | 22-25, 25-16, 25-13, 25-21 |
| 18 agosto 2018 Coliseo Manuel Bonilla, Lima Durata: 1h:32 - Spettatori: 1 000 | Perù            | 3 - 0 | Messico | 25-18, 25-17, 25-15        |

#### Finale 3º posto
| 19 agosto 2018 Coliseo Manuel Bonilla, Lima Durata: 2h:19 - Spettatori: 2 000 | Cuba | 3 - 1 | Messico | 25-15, 25-23, 22-25, 28-26 |

#### Finale
| 19 agosto 2018 Coliseo Manuel Bonilla, Lima Durata: 1h:20 - Spettatori: 3 000 | Rep. Dominicana | 3 - 0 | Perù | 25-10, 25-17, 25-18 |

### Finali 5º e 7º posto
|  | Semifinali | Semifinali | Semifinali |          |      | Finale 5º posto | Finale 5º posto | Finale 5º posto |  |
|  |            |            |            |          |      |                 |                 |                 |  |
|  | Costa Rica | Costa Rica | 0          |          |      |                 |                 |                 |  |
|  | Costa Rica | Costa Rica | 0          |          |      |                 |                 |                 |  |
|  | Cile       | Cile       | 3          |          |      |                 |                 |                 |  |
|  | Cile       | Cile       | 3          |          | Cile | Cile            | 0               |                 |  |
|  |            |            |            |          | Cile | Cile            | 0               |                 |  |
|  |            |            | Colombia   | Colombia | 3    |                 |                 |                 |  |
|  | Guatemala  | Guatemala  | Colombia   | Colombia | 3    | 0               |                 |                 |  |
|  | Guatemala  | Guatemala  |            |          |      | 0               |                 |                 |  |
|  | Colombia   | Colombia   | 3          |          |      | Finale 7º posto | Finale 7º posto | Finale 7º posto |  |
|  | Colombia   | Colombia   | 3          |          |      |                 |                 |                 |  |
|  |            |            |            |          |      |                 |                 |                 |  |
|  |            |            |            |          |      | Costa Rica      | Costa Rica      | 2               |  |
|  |            |            |            |          |      | Costa Rica      | Costa Rica      | 2               |  |
|  |            |            |            |          |      | Guatemala       | Guatemala       | 3               |  |

#### Semifinali
| 18 agosto 2018 Coliseo Manuel Bonilla, Lima Durata: 1h:17 - Spettatori: 50  | Costa Rica | 0 - 3 | Cile     | 12-25, 22-25, 12-25 |
| 18 agosto 2018 Coliseo Manuel Bonilla, Lima Durata: 1h:13 - Spettatori: 125 | Guatemala  | 0 - 3 | Colombia | 14-25, 13-25, 13-25 |

#### Finale 7º posto
| 19 agosto 2018 Coliseo Manuel Bonilla, Lima Durata: 2h:24 - Spettatori: 100 | Costa Rica | 2 - 3 | Guatemala | 25-20, 25-20, 27-29, 17-25, 9-15 |

#### Finale 5º posto
| 19 agosto 2018 Coliseo Manuel Bonilla, Lima Durata: 1h:20 - Spettatori: 800 | Cile | 0 - 3 | Colombia | 17-25, 21-25, 13-25 |

## Classifica finale
| Pos     | Squadra         | Rosa |
| ------- | --------------- | --- |
| Oro     | Rep. Dominicana | Formazione: 3 Ga. González, 4 Peralta, 6 de la Rosa, 8 N. Martínez, 9 Hinojosa, 11 Ge. González, 14 Pérez, 16 Féliz, 17 L. Martínez, 20 B. Martínez, 21 J. Martínez, 22 Rodríguez, CT: Pacheco |
| Argento | Perù            | Formazione: 1 Cuba, 2 Mosquera, 4 Lobatón, 5 Almeida, 6 Guerrero, 7 F. Montes, 9 Y. Sánchez, 11 K. Montes, 18 Arciniega, 19 de la Peña, 21 E. Sánchez, 23 Mc Leod, CT: Aparicio                |
| Bronzo  | Cuba            | Formazione: 1 Hernández, 4 Tamayo, 5 Martínez, 7 T. Moreno, 8 Pérez, 11 G. Moreno, 12 Cesé, 13 Viltres, 14 Aguilera, 17 Medina, 19 Suárez, 20 Vila, CT: Fernández                              |
| 4       | Messico         | Formazione: 1 Guereca, 2 Salinas, 3 Castro, 4 Sánchez, 5 López, 6 Maldonado, 7 Escoto, 8 Bernal, 10 Siller, 12 Landeros, 13 Valenzuela, 14 Parra, CT: León                                     |
| 5       | Colombia        | Formazione: 1 Mosquera, 4 Zapata, 5 Olaya, 6 Carabalí, 7 Velásquez, 8 Martínez, 9 Sarmiento, 12 Ayala, 15 Ibargüen, 16 Palacios, 17 Jiménez, 18 Mendoza, CT: Grisales                          |
| 6       | Cile            | Formazione: 1 Flores, 2 Reyes, 3 Carvajal, 4 Novoa, 5 Salinas, 8 Bertens, 9 Gallardo, 10 Mendoza, 11 Carrasco, 12 Badilla, 17 Castro, 18 Muñoz, CT: Guillaume                                  |
| 7       | Guatemala       | Formazione: 1 Cortéz, 3 Bobadilla, 4 Serra, 6 Quiñonez, 7 Guillermo, 9 Villagrán, 10 Mendoza, 11 García, 12 Caal, 13 González, 18 Granados, 19 Salcedo, CT: Fernández                          |
| 8       | Costa Rica      | Formazione: 3 Sáenz, 5 Espinoza, 7 Campos, 8 Castro, 9 Arroyo, 10 Madriz, 11 Volkovs, 12 Monge, 14 Alpizar, 15 Soto, 16 Porras, 19 Beechman, CT: Salas                                         |

## Premi individuali
| Premio                 | Nome              | Squadra         |
| ---------------------- | ----------------- | --------------- |
| MVP                    | Gaila González    | Rep. Dominicana |
| Miglior realizzatrice  | Uxue Guereca      | Messico         |
| Miglior servizio       | Ailama Cesé       | Cuba            |
| Miglior difesa         | Esmeralda Sánchez | Perù            |
| Miglior ricevitrice    | Brenda Lobatón    | Perù            |
| Miglior palleggiatrice | Shiamara Almeida  | Perù            |
| Miglior opposto        | Gaila González    | Rep. Dominicana |
| Miglior schiacciatrice | Vielka Peralta    | Rep. Dominicana |
| Miglior schiacciatrice | Brenda Lobatón    | Perù            |
| Miglior centrale       | Jineiry Martínez  | Rep. Dominicana |
| Miglior centrale       | Valerín Carabalí  | Colombia        |
| Miglior libero         | Esmeralda Sánchez | Perù            |